# Anthurium auritum
Anthurium auritum Sodiro, 1903 è una pianta della famiglia delle Aracee, endemica dell'Ecuador.

## Distribuzione e habitat
Il suo habitat naturale è costituito dalla foresta delle Ande.

## Conservazione
La Lista rossa IUCN classifica Anthurium auritum come specie vulnerabile.